# Bimeria vestita
Bimeria vestita är en nässeldjursart som beskrevs av Wright 1859. Bimeria vestita ingår i släktet Bimeria och familjen Bougainvilliidae. Inga underarter finns listade i Catalogue of Life.